# Rolla (Dakota del Nord)
Rolla è un centro abitato (city) degli Stati Uniti d'America, capoluogo della Contea di Rolette, nello Stato del Dakota del Nord. Nel censimento del 2000 la popolazione era di 1 417 abitanti. La città è stata fondata nel 1888.

## Geografia fisica
Secondo i rilevamenti dell'United States Census Bureau, la località di Rolla si estende su una superficie di 3,20 km², tutti occupati da terre.

## Popolazione
Secondo il censimento del 2000, a Rolla vivevano 1 417 persone, ed erano presenti 376 gruppi familiari. La densità di popolazione era di 441 ab./km². Nel territorio comunale si trovavano 656 unità edificate. Per quanto riguarda la composizione etnica degli abitanti, il 66,83% era bianco, lo 0,07% era afroamericano, il 28,44% era nativo e lo 0,56% proveniva dall'Asia. Lo 0,21% apparteneva ad altre razze, mentre il 3,88% apparteneva a due o più. La popolazione di ogni razza ispanica corrispondeva allo 0,64% degli abitanti.
Per quanto riguarda la suddivisione della popolazione in fasce d'età, il 27,8% era al di sotto dei 18, il 7,3% fra i 18 e i 24, il 24,1% fra i 25 e i 44, il 21,7% fra i 45 e i 64, mentre infine il 19,1% era al di sopra dei 65 anni di età. L'età media della popolazione era di 39 anni. Per ogni 100 donne residenti vivevano 84,7 maschi.